# Płociczna
Płociczna – rzeka, lewy dopływ Drawy o długości 48,05 km i powierzchni zlewni 446,87 km².
Rzeka płynie na Pojezierzu Wałeckim w województwie zachodniopomorskim, a następnie wzdłuż granic województw zachodniopomorskiego, lubuskiego i wielkopolskiego. Jej źródła znajdują się niedaleko miasta Mirosławiec. W dolnym biegu przepływa przez Drawieński Park Narodowy. Wzdłuż biegu rzeki znajdują się liczne tereny leśne – Puszcza Drawska. Rzeka przepływa przez wiele jezior takich jak Jezioro Sitno, Jezioro Płociczno, czy Jezioro Ostrowite.
W środkowym biegu przebiega wzdłuż koryta rzeki Kanał Sicieński, który jest bardzo ciekawym zabytkiem hydrotechnicznym nawadniającym środleśne łąki.
Do około 1985 rzeka ta była miejscem tarła łososia drawskiego. Obecnie pojawia się w niej jeszcze troć wędrowna i występuje pstrąg potokowy i lipień.
Rzeka przez długi okres, do czasu I rozbioru, stanowiła granicę między Polską a Brandenburgią, później Prusami.
Nazwę Płociczna wprowadzono urzędowo w 1949 roku, zastępując poprzednią niemiecką nazwę rzeki – Plötzenfliess.